# Коцуров
Коцуров (укр. Коцурів) — село в Давыдовской сельской общине Львовского района Львовской области Украины.
Население по переписи 2001 года составляло 171 человек. Занимает площадь 0,919 км². Почтовый индекс — 81156. Телефонный код — 3230.

## Достопримечательности
- Деревянный храм св. Симеона Столпника 1729 г.